# П'єральберто Каррара
П'єральберто Каррара (італ. Pieralberto Carrara, 14 лютого 1966) — італійський біатлоніст, олімпійський медаліст.

## Виступи на Олімпіадах
| Олімпіада        | Дисципліна                | Місце |
| ---------------- | ------------------------- | ----- |
| Калгарі 1988     | спринт 10 км              | 13    |
| Альбервіль 1992  | спринт 10 км              | 41    |
| Альбервіль 1992  | естафета 4 х 7,5 км       | 4     |
| Ліллехаммер 1994 | спринт 10 км              | 23    |
| Ліллехаммер 1994 | індивідуальна гонка 20 км | 15    |
| Ліллехаммер 1994 | естафета 4 х 7,5 км       | 6     |
| Нагано 1998      | спринт 10 км              | 10    |
| Нагано 1998      | індивідуальна гонка 20 км | 2     |
| Нагано 1998      | естафета 4 х 7,5 км       | 9     |